# 삼산화 수소
삼산화 수소(三酸化水素, Trioxidane, H2O3)는 불안정한 산소와 수소의 화합물로, 다산화수소의 일종이다. (체계적으로 μ-trioxidanediidodihydrogen)은 또한 삼산화 수소 또는 삼산화이 수소라고 불린다. 이것은 불안정한 산화 수소류 (따라서 수소 칼코젠화물) 중 하나이다. 수용액에서, 트라이옥시데인은 분해되어 물과 단일항 산소를 형성한다. 물에 단일항 산소를 첨가하는 역반응은 부분적으로 단일항 산소의 부족으로 인해 발생하지 않는다. 그러나 생물학적 시스템에서, 오존은 단일항 산소로부터 생성되는 것으로 알려져 있다.